# Зелінський Гаврило Михайлович
Зелі́нський (Вовк) Гаври́ло Михайлович (Во́вк) (близько 1750 — після 1850) — один із найстарших кобзарів, які стояли біля колиски «слобідської школи».

## З життєпису
Народився 1750 року в с. Павлівка, Зіньківському повіті Полтавської губернії. Значна частина його життя була присвячена Запорізькій Січі та Гайдамаччині.
За даними Мартиновича, пан Зелінський був кобзарем-характерником і чудово володів прийомами рукопашного бою. Нерідко брав участь у так званих «охотницьких» двобоях зі зрячими бійцями і часто виходив переможцем. «Був здоровий, плечистий вояка, воїном був незрячим, грудастим, боялися за силу», — згадували про нього селяни.
Від нього Іван Кравченко Крюковський вивчив думу про Самійлу Кішку.
Гаврило знав безліч пісень, псалмів і кілька дум. До кінця своїх днів не випускав із рук бандури, прожив понад 100 років. Молився богу про смерть, але прожив дуже довге життя. Сам Гаврило так говорив про своє життя: «Що я прошу в Бога собі смерті, не дає Бог. [Значить] іще не пора вмерти».
Коли Іван Кравченко-Крюковський вчився у Зелінського, той був таким старим, що майже не міг тримати кобзу, але продовжував наполегливо вчити своїх учнів кобзарському ремеслу.

## Репертуар
∗ Про Хведора Безрідного

## Учні
- Іван Кравченко-Крюковський
- Савка Лоташ, Лютеньки Гадяцького повіту
- Іван Кравченко дядько Кравченка-Крюковського, с. Гапониці Лохвицького повіту Полтавської губернії
- Степан Бідило із Богодухівського повіту Харківської губернії.